# 1999년 10월
| 1999년: 1월 · 2월 · 3월 · 4월 · 5월 · 6월 · 7월 · 8월 · 9월 · 10월 · 11월 · 12월 |

| <          | 1999년 10월 | 1999년 10월 | 1999년 10월 | 1999년 10월 | 1999년 10월 | >          |
| 일         | 월          | 화          | 수          | 목          | 금          | 토         |
|            |             |             |             |             | 1 8.22 병술 | 2 23 정해  |
| 3 24 무자  | 4 25 기축   | 5 26 경인   | 6 27 신묘   | 7 28 임진   | 8 29 계사   | 9 9.1 갑오 |
| 10 2 을미  | 11 3 병신   | 12 4 정유   | 13 5 무술   | 14 6 기해   | 15 7 경자   | 16 8 신축  |
| 17 9 임인  | 18 10 계묘  | 19 11 갑진  | 20 12 을사  | 21 13 병오  | 22 14 정미  | 23 15 무신 |
| 24 16 기유 | 25 17 경술  | 26 18 신해  | 27 19 임자  | 28 20 계축  | 29 21 갑인  | 30 22 을묘 |
| 31 23 병진 |             |             |             |             |             |            |

| 편집하기 |

## 1999년10월 30일
- 인천광역시 중구 인현동 호프집에서 화재가 발생하여 55명이 사망하고 78명이 부상당했다.

## 1999년10월 20일
- SBS 8시 뉴스 고층아파트 건물 물건 투척 위험하고, 고층아파트 던지면 위험한 물건

## 1999년10월 13일
- 프로야구 플레이오프 3차전 SBS 8시 뉴스 분노로 발생했고, 고층아파트 건물 물건 투척 위험하고, 고층아파트 던지면 위험한 물건

## 1999년10월 6일
- 인천 지하철 1호선 개통.